# 화명도서관
화명도서관은 부산광역시 북구 화명동 소재의 구립 도서관이다.

## 연혁
- 2010년 2월 2일 개관.
- 2010년 9월 2일 북구 평생학습관 지정.
- 2013년 1월 토요스쿨 우수기관 선정.

## 시설현황
- 5층: 매점
- 4층: 제 1, 2열람실
- 3층: 종합자료실/연속간행물실, 사무실
- 2층: 어린이자료실, 유아자료실
- 1층: 디지털자료실/카페, 주차장
- 지하1층: 시청각실, 정보화교육실, 교양강좌실(대/소), 독서토론실

## 이용 안내
이용 시간
- 유아자료실 : 화~금 09:00 ~ 18:00 / 토 09:00 ~ 18:00 / 일 09:00 ~ 17:00
- 어린이자료실: 화~금 09:00 ~ 20:00 / 토 09:00 ~ 18:00 / 일 09:00 ~ 17:00
- 디지털자료/연속간행물실: 화~금 09:00 ~ 20:00 / 토 09:00 ~ 18:00 / 일 09:00 ~ 17:00
- 종합자료실: 화~금 09:00 ~ 22:00 / 토 09:00 ~ 18:00 / 일 09:00 ~ 17:00
- 자유열람실: 화~일 07:00 ~ 23:00

휴관일
- 매주 월요일
- 국경일, 정부 지정 공휴일
- 자료의 정리 점검 및 도서관의 시설 보수, 기타 관장이 필요하다고 인정할 시 임시 휴관